# Bạch hầu
Bệnh bạch hầu là một nhiễm trùng gây ra bởi vi khuẩn Corynebacterium diphtheriae. Dấu hiệu và triệu chứng khác nhau từ nhẹ đến nặng, thường bắt đầu khoảng hai đến năm ngày sau khi phơi nhiễm. Các triệu chứng thường xuất hiện từ từ, bắt đầu bằng đau họng và sốt. Trong trường hợp nặng, một mảng màu xám hoặc trắng phát triển trong cổ họng. Mảng này có thể làm nghẹt đường thở và gây nên ho khan giống bệnh yết hầu. Cổ có thể bị sưng một phần do các hạch bạch huyết phình lên. Một thể của bệnh bạch hầu gây ảnh hưởng đến da, mắt và bộ phận sinh dục cũng từng được ghi nhận. Các biến chứng có thể bao gồm viêm cơ tim, viêm dây thần kinh, những vấn đề ở thận, và xuất huyết do lượng tiểu cầu thấp. Viêm cơ tim có thể gây ra rối loạn nhịp tim và viêm dây thần kinh có thể gây liệt.
Bạch hầu thường lây truyền giữa người thông qua tiếp xúc trực tiếp hoặc không khí. Nó cũng có thể lây truyền qua các vật mang mầm bệnh. Một số người mang vi khuẩn nhưng không có triệu chứng, vẫn có thể truyền bệnh sang người khác. Ba týp chính của C. diphtheriae gây ra các mức độ nghiêm trọng của bệnh khác nhau. Những triệu chứng là do một độc tố do vi khuẩn sản sinh ra. Chẩn đoán thường có thể được thực hiện dựa vào thăm khám cổ họng kèm theo xác nhận có được từ nuôi cấy vi sinh. Việc đã từng nhiễm bệnh trước kia có thể không thể bảo vệ chống lại việc tái nhiễm trong tương lai.
Vắc-xin bạch hầu có hiệu quả trong việc phòng ngừa và có thể được tích hợp chung trong một số công thức vắc-xin. Ba hoặc bốn liều, được tiêm cùng với vắc-xin uốn ván và vắc-xin ho gà, được khuyến nghị tiêm cho trẻ em. Nên tiêm thêm các liều vắc-xin ho gà-uốn ván mỗi mười năm một lần. Khả năng phòng bệnh có thể được xác định bằng cách đo nồng độ của kháng độc tố trong máu. Bạch hầu có thể được chữa bằng kháng sinh erythromycin hoặc benzylpenicillin. Phẫu thuật mở khí quản đôi khi là cần thiết để mở đường thở trong các trường hợp nghiêm trọng.
Vào năm 2015, trên toàn thế giới đã có 4,500 ca được ghi nhận, giảm so với gần 100,000 trường hợp trong năm 1980. Vào trước thập niên 1980, số ca bệnh trong một năm được tin rằng là vào khoảng một triệu. Bệnh bạch hầu hiện nay thường xảy ra ở Châu Phi Hạ Sahara, Ấn Độ, và Indonesia. Vào năm 2015, nó làm thiệt mạng 2,100 người, giảm so với 8,000 ca tử vong trong năm 1990. Ở những khu vực mà bệnh còn phổ biến, hầu hết trẻ em đều nhiễm bệnh. Bệnh hiếm xảy ra ở những nước phát triển do việc tiêm phòng đã được phổ cập nhưng vẫn có thể tái xuất hiện nếu tỉ lệ tiêm phòng giảm. Ở Hoa Kỳ, có 57 trường hợp đã được báo cáo từ năm 1980 đến 2004. Tử vong chiếm từ 5% đến 10% trong số các ca bệnh đã được chẩn đoán. Bệnh được Hippocrates lần đầu tiên mô tả vào thế kỷ thứ 5 trước Công nguyên. Vi khuẩn được xác định vào năm 1882 bởi Edwin Klebs.

## Dấu hiệu và triệu chứng

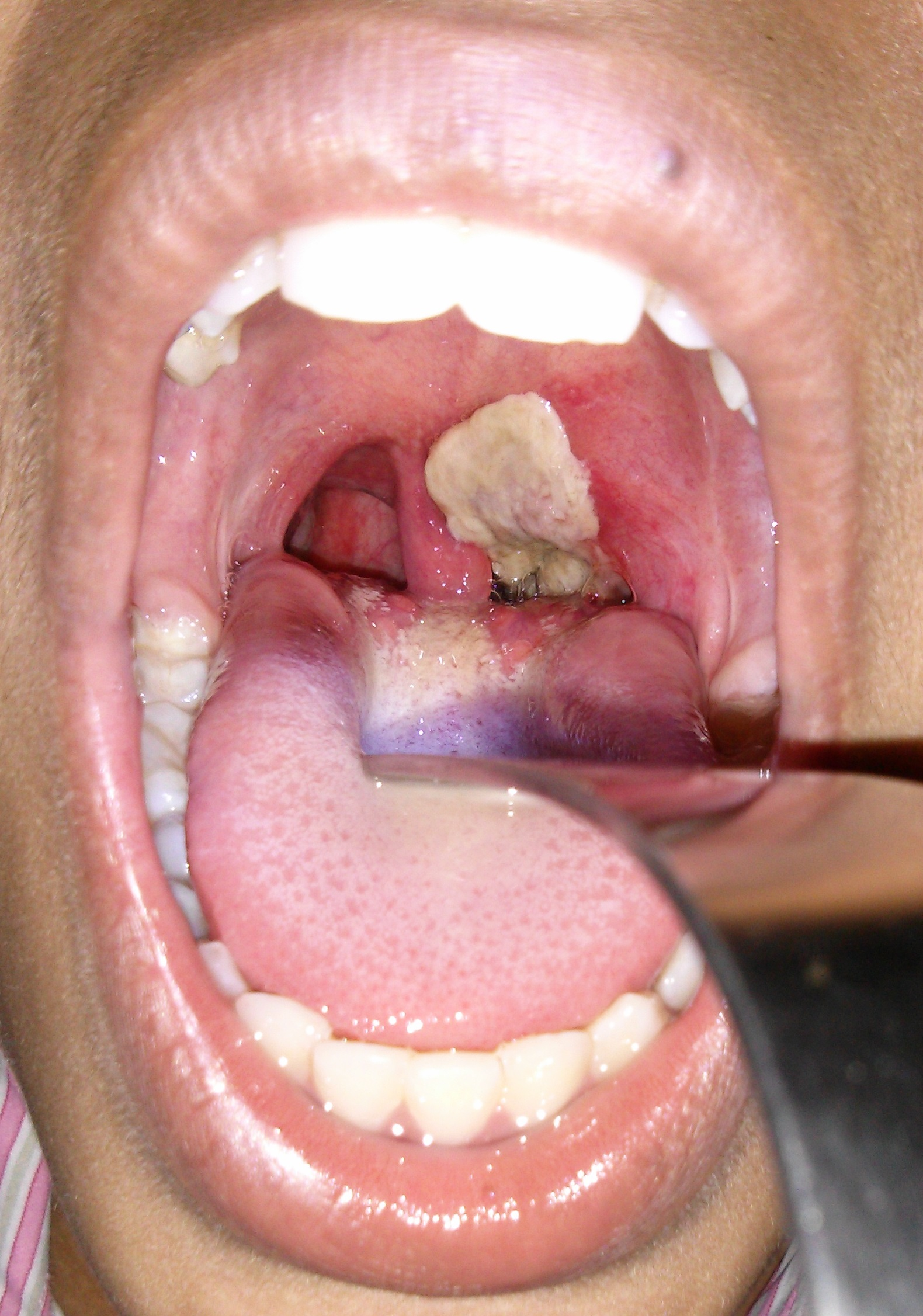
Một giả mạc màu xám, kết dính, dày bao phủ quanh hạch amidan là dấu hiệu điển hình trong bạch hầu.

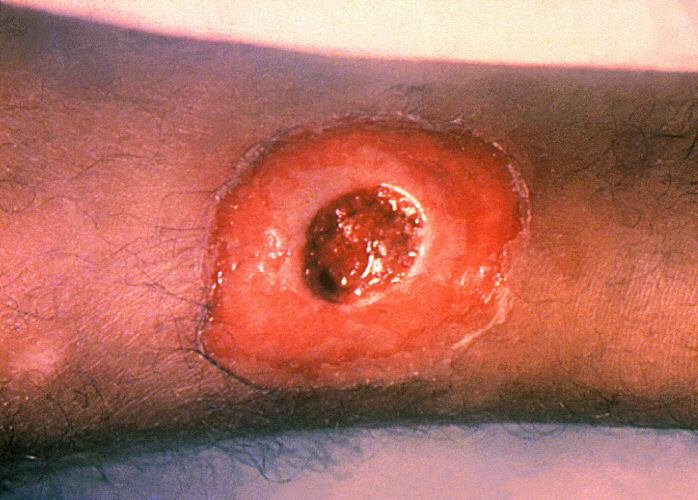
Một vết loét do bạch hầu trên chân

Các triệu chứng của bạch hầu thường bắt đầu từ hai đến bảy ngày sau khi nhiễm bệnh, bao gồm sốt 38 °C (100.4 °F) hoặc hơn; ớn lạnh; mệt mỏi; da tím tái; đau họng; khan tiếng; ho; nhức đầu; nuốt khó; nuốt đau; khó thở; thở nhanh; mũi hôi và chảy máu; và sưng hạch. Trong hai đến ba ngày, bạch hầu có thể phá hủy những mô khỏe mạnh trong hệ hô hấp. Mô chết hình thành một lớp màng bao dày, màu xám trong họng hoặc mũi, gọi là "giả mạc". Nó có thể bao quanh những mô trong mũi, amidan, thanh quản, và họng, gây khó thở và khó nuốt. Các triệu chứng cũng có thể bao gồm rối loạn nhịp tim, viêm cơ tim, liệt dây thần kinh sọ và ngoại biên.

### Bạch hầu thanh quản
Bạch hầu thanh quản có thể dẫn đến sưng cổ và họng đặc trưng, hay còn gọi là "cổ bò". Sưng họng thường kèm theo tình trạng hô hấp nghiêm trọng, đặc trưng bởi tiếng ho khan, ran, thở rít, khàn giọng, và thở khó; trong quá khứ nó được gọi với nhiều tên khác nhau "bệnh bạch yết hầu", "bệnh yết hầu thật", hoặc đôi khi chỉ đơn giản là "bệnh yết hầu". Bạch hầu thanh quản cực kỳ hiếm ở những quốc gia tiêm phòng vắc-xin bạch hầu mở rộng. Do đó, thuật ngữ "bệnh yết hầu" ngày nay thường được sử dụng để chỉ một bệnh do virus không liên quan với bệnh bạch hầu cũng có các triệu chứng tương tự nhưng nhẹ hơn.

## Lây truyền
Bạch hầu lây truyền từ người sang người thường xảy ra thông qua không khí khi một bệnh nhân ho hoặc hắt xì. Hít phải các hạt do người bệnh phóng thích ra ngoài dẫn đến nhiễm trùng. Tiếp xúc với bất kỳ vết loét trên da nào cũng có thể làm lây bệnh bạch hầu, nhưng thường ít xảy ra. Nhiễm bệnh gián tiếp cũng có thể xảy ra, khi một bệnh nhân chạm vào một vật hoặc bề mặt, có thể để lại vi khuẩn vẫn hoạt động. Ngoài ra, một số bằng chứng cho thấy động vật cũng có khả năng lây bệnh bạch hầu, nhưng chưa được khẳng định. Corynebacterium ulcerans được phát hiện trên một số động vật, do đó có khả năng lây truyền từ động vật.

## Bệnh sinh
Vi khuẩn C. diphtheriae chỉ sản sinh độc tố bạch hầu khi bị nhiễm một thể thực khuẩn tích hợp những yếu tố truyền mã hóa độc tố.
Độc tố bạch hầu là một protein đơn, khối lượng phân tử 60-kDa, gồm hai chuỗi peptide, đoạn A và đoạn B được nối với nhau bởi liên kết disulfua. Đoạn B là một tiểu đơn vị nhận biết để đưa độc tố vào tế bào chủ bằng cách liên kết với domain giống-EGF của yếu tố tăng trưởng giống EGF gắn với heparin (HB-EGF) trên bề mặt tế bào. Nó phát tín hiệu cho tế bào đưa độc tố vào trong một endosome nhờ sự nhập bào thông qua thụ thể trung gian. Trong endosome, độc tố được một protease giống-trypsin cắt thành 2 đoạn A và B riêng lẻ. Tính axít của endosome làm cho đoạn B tạo thành những lỗ trên màng của endosome, do đó xúc tác cho sự giải phóng đoạn A vào tế bào chất của tế bào.
Đoạn A ức chế sự tổng hợp protein mới trong tế bào bị nhiễm bằng cách xúc tác vào ADP-ribosylation của yếu tố kéo dài EF-2—một protein rất cần thiết trong bước phiên dịch của quá trình tổng hợp protein.
ADP-ribosylation của EF-2 được đảo ngược bằng nicotinamide liều cao (một dạng vitamin B3), do đây là một trong những thành phẩm của phản ứng, và một lượng lớn có thể đảo chiều phản ứng.

## Chẩn đoán
Định nghĩa ca lâm sàng hiện tại của bệnh bạch hầu được dùng ở Trung tâm kiểm soát và phòng ngừa dịch bệnh (Hoa Kỳ)  dựa trên cả tiêu chí phòng thí nghiệm lẫn lâm sàng.

### Tiêu chí phòng thí nghiệm
- Phân lập C. diphtheriae từ phương pháp nhuộm Gram hoặc cấy trùng cổ họng từ một mẫu bệnh phẩm,[10]
- Chẩn đoán mô bệnh học của bạch hầu bằng phương pháp nhuộm Albert

### Phát hiện độc tố
- Xét nghiệm in vivo (tiêm cho chuột lang nhà): xét nghiệm tiêm dưới da và nội sọ
- Xét nghiệm in vitro: xét nghiệm kết tủa gel của Elek, phát hiện gen độc tố PCR, ELISA, ICA

### Tiêu chí lâm sàng
- Bệnh đường hô hấp trên với viêm họng
- Sốt nhẹ (hiếm khi trên 39 °C (102 °F))
- Một giả mạc dính, dày, màu xám bao quanh yết hầu: trong những trường hợp nặng, nó có thể bịt kén cả đường hô hấp.

### Phân loại ca bệnh
- Có khả năng: một trường hợp có dấu hiệu lâm sàng nhưng không được xác định bằng xét nghiệm và không có mối liện hệ dịch tễ với một ca bệnh đã được xác định bằng xét nghiệm
- Chắc chắn: một trường hợp có dấu hiệu lâm sàng và được xác định bằng xét nghiệm hoặc có liên quan dịch tễ với một ca đã được xác định bằng xét nghiệm

## Phòng ngừa
Quinvaxem là một loại vắc-xin 5 trong 1 được áp dụng rộng rãi, gồm năm loại vắc-xin được tích hợp trong một mũi giúp trẻ phòng ngừa bệnh bạch hầu và các bệnh trẻ em phổ biến khác. Vắc-xin bạch hầu thường được kết hợp ít nhất là với vắc-xin uốn ván (Td) và cũng thường với vắc-xin ho gà (DTP, DTaP, TdaP, Tdap).

## Điều trị
Bệnh có thể được kiểm soát, nhưng trong những trường hợp nặng, các hạch bạch huyết ở cổ có thể sưng, thở và nuốt khó. Bệnh nhân trong trường hợp này nên được chăm sóc y tế ngay lập tức, vì tắt nghẽn ở cổ họng có thể cần phải được đặt nội khí quản hoặc phẫu thuật mở khí quản. Loạn nhịp tim có thể xuất hiện ở giai đoạn đầu của bệnh hoặc vài tuần sau, và có thể gây suy tim. Bạch hầu cũng có thể gây liệt ở mắt, cổ, họng, hoặc cơ hô hấp. Bệnh nhân bị nặng được đưa vào phòng chăm sóc đặc biệt của bệnh viện và được tiêm kháng độc tố bạch hầu (chứa kháng thể được phân lập từ huyết thanh của những con ngựa được tiêm độc tố bạch hầu). Do kháng độc tố không thể trung hòa được độc tố đã gắn với mô, cho nên sử dụng trễ có thể làm tăng nguy cơ tử vong. Do đó, quyết định dùng kháng độc tố bạch hầu phải dựa trên chẩn đoán lâm sàng và không nên chờ xác nhận từ xét nghiệm.
Kháng sinh chưa được chứng minh là có ảnh hưởng đến việc chữa trị nhiễm trùng cục bộ ở những bệnh nhân bạch hầu được chữa bằng kháng độc tố. Kháng sinh được dùng cho bệnh nhân hoặc người mang mầm bệnh để tiêu diệt C. diphtheriae và phòng ngừa sự lây truyền. Trung tâm kiểm soát và phòng ngừa dịch bệnh (Hoa Kỳ) khuyến nghị:
- Metronidazole
- Erythromycin (uống hoặc tiêm) trong 14 ngày (40 mg/kg mỗi ngày với liều tối đa 2 g/d), hoặc
- Procaine penicillin G tiêm bắp trong 14 ngày (300,000 U/d cho bệnh nhân có cân nặng <10 kg và 600,000 U/d có cân nặng >10 kg); bệnh nhân bị dị ứng với penicillin G hoặc erythromycin có thể thay bằng rifampin hay clindamycin.

Trong những trường hợp mà tiến triển của bệnh vượt khỏi phạm vi nhiễm trùng ở họng, thì độc tố bạch hầu theo máu phát tán và có thể dẫn đến các biến chứng có khả năng đe dọa đến tính mạng như ảnh hưởng đến các cơ quan, chẳng hạn như tim và thận. Tổn thương tim do độc tố gây nên có thể ảnh hưởng đến khả năng bơm máu hoặc chức năng lọc của thận. Nó cũng có thể gây nên tổn thương thần kinh dẫn đến liệt. Khoảng 40% đến 50% những người không được điều trị có thể chết.

## Dịch tễ

Số năm sống được điều chỉnh theo mức độ bệnh tật của bạch hầu trên 100,000 dân vào năm 2004
không có số liệu
≤ 1
1–2
2–3
3–4
4–5
5–6
6–7
7–9
9–10
10–15
15–50
≥ 50

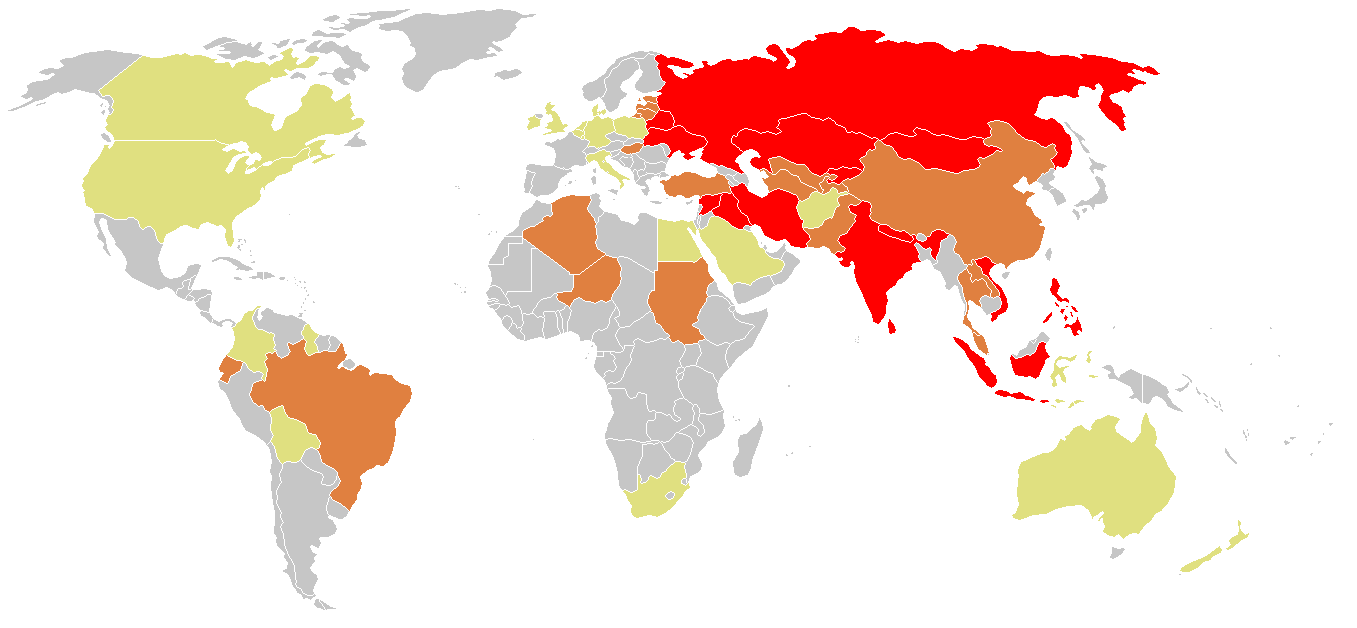
Số trường hợp mắc bệnh bạch hầu được Tổ chức Y tế Thế giới báo cáo từ năm 1997 đến 2006:
không có số liệu
1–49 ca
Khoảng từ 50 đến 99 ca
Hơn 100 ca

Khoảng từ 5% đến 10% số ca bạch hầu bị tử vong. Ở trẻ em dưới năm tuổi và người lớn trên 40 tuổi, tỉ lệ tử vong lên tới 20%. Trong năm 2013, bạch hầu làm chết 3,300 người, giảm so với 8,000 ca tử vong năm 1990.
Số lượng ca nhiễm thay đổi trong suốt 2 thập kỉ qua, đặc biệt là ở những nước đang phát triển. Chất lượng cuộc sống được cải thiện tốt hơn, miễn dịch cộng đồng, chẩn đoán được cải thiện, điều trị kịp thời, và việc chăm sóc sức khỏe hiệu quả hơn dẫn đến sự giảm các trường hợp mắc bệnh trên toàn thế giới. Tuy nhiên, mặc dù dịch rất hiếm khi bùng phát, nhưng nó vẫn còn xảy ra, đặc biệt ở những nước phát triển chẳng hạn như Đức do trẻ không tiêm chủng. Thời Đức Quốc Xã, các bệnh truyền nhiễm như bạch hầu là một trong những nguyên nhân gây bệnh hàng đầu; số ca tăng "sau giữa thập kỷ 1920, tăng gấp đôi vào giữa năm 1932 và 1937, đạt đỉnh điểm vào thời chiến và chỉ giảm nhanh chóng sau đó".
Sau khi Liên Xô cũ tan rã vào đầu thập niên 1990, tỉ lệ tiêm chủng ở các quốc gia thành viên cũ giảm đến mức quá thấp nên đã làm bùng phát bệnh bạch hầu. Trong năm 1991, 2,000 ca bạch hầu đã xảy ra ở Liên Xô cũ. Từ năm 1991 đến 1998 có tới 200,000 ca ở Cộng đồng các Quốc gia Độc lập đã được báo cáo, với 5,000 trường hợp tử vong.

## Lịch sử
Năm 1613, Tây Ban Nha hứng chịu trận đại dịch bạch hầu. Năm này được gọi là El Año de los Garrotillos (Năm Bạch Hầu) trong lịch sử của Tây Ban Nha.
Năm 1735, một đại dịch bạch hầu quét qua New England.
Trước năm 1826, bạch hầu được gọi bằng nhiều tên khác nhau trên thế giới. Ở Anh, nó gọi là viêm họng Boulogne, do nó lây từ Pháp. Năm 1826, Pierre Bretonneau đặt tên bệnh là diphthérite (từ tiếng Hy Lạp diphthera "miếng da") mô tả giả mạc trong họng.
Năm 1856, Victor Fourgeaud mô tả một đại dịch bạch hầu ở California.
Năm 1878, con gái của Nữ vương Victoria của Anh, Vương nữ Alice và gia đình của bà bị nhiễm bạch hầu, làm hai người chết là Đại Công nữ Marie xứ Hessen và Rhine và cả Vương nữ Alice.
Năm 1883, Edwin Klebs xác định được vi khuẩn gây bệnh bạch hầu và đặt tên là vi khuẩn Klebs-Loeffler. Hình que của vi khuẩn này giúp cho Edwin phân biệt nó với vi khuẩn khác. Qua một khoảng thời gian, nó được gọi là Microsporon diphtheriticum, Bacillus diphtheriae, và Mycobacterium diphtheriae. Danh pháp hiện tại là Corynebacterium diphtheriae.
Friedrich Loeffler là người đầu tiên nuôi cấy C. diphtheriae vào năm 1884. Ông đã sử dụng nguyên tắc Koch để chứng minh mối liên hệ giữa C. diphtheriae và bệnh bạch hầu. Ông cũng chỉ ra rằng trực khuẩn sản sinh ra ngoại độc tố.
Joseph P. O'Dwyer giới thiệu ống O'Dwyer để đặt nội khí quản cho những bệnh nhân bị nghẽn thanh quản vào năm 1885. Nó đã sớm thay thế phẫu thuật mở khí quản như là phương pháp đặt ống khẩn cấp ở bệnh nhân bạch hầu.
Năm 1888, Emile Roux và Alexandre Yersin chỉ ra rằng một chất do C. diphtheriae sản xuất gây ra những triệu chứng của bạch hầu ở động vật.

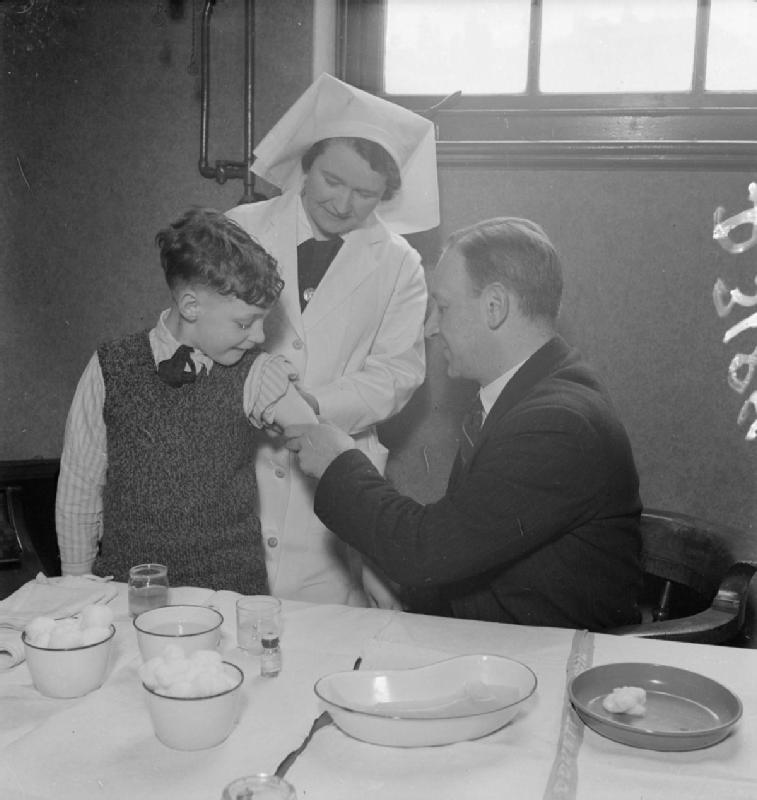
Tiêm chủng bạch hầu ở Luân Đôn, 1941

Năm 1890, Shibasaburo Kitasato và Emil von Behring tiêm độc tố bạch hầu đã được xử lý nhiệt cho những con chuột lang nhà. Họ cũng tiêm cho dê và ngựa và cho thấy rằng một "kháng độc tố" được tạo từ huyết thanh của những động vật được tiêm chủng có thể chữa được bệnh cho những động vật không được tiêm phòng. Behring đã sử dụng kháng độc tố này (now known to consist of antibodies that neutralize the toxin produced by C. diphtheriae) cho những thử nghiệm ở người vào năm 1891, nhưng thất bại. Điều trị thành công cho người bằng kháng độc tố chiết xuất từ ngựa bắt đầu vào năm 1894, sau khi việc sản xuất và định lượng kháng độc tố đã được tối ưu hóa. Von Behring đoạt giải Nobel ở lĩnh vực y học vào năm 1901 cho công trình của ông về bệnh bạch hầu.
Năm 1895, Công ty H. K. Mulford ở Philadelphia bắt đầu sản xuất và thử nghiệm kháng độc tố bạch hầu ở Hoa Kỳ.
Năm 1901, 10 trong số 11 đứa trẻ ở St. Louis chết do tiêm kháng độc tố bạch hầu bị nhiễm khuẩn. Con ngựa được chiết xuất kháng độc tố đã chết vì uốn ván. Sự cố này kèm theo dịch uốn ván ở Camden, New Jersey, đóng một phần quan trọng trong việc khởi xướng quy định liên bang về các sản phẩm sinh học.
Năm 1905, Franklin Royer, từ Bệnh viện thành phố Philadelphia, đã xuất bản một bài báo kêu gọi điều trị kịp thời bệnh bạch hầu và tiêm đủ liều thuốc chống độc. Năm 1906, Clemens Pirquet và Béla Schick đã mô tả bệnh huyết thanh ở những đứa trẻ được tiêm một lượng lớn kháng độc tố có nguồn gốc từ ngựa.
Giữa năm 1910 và 1911, Béla Schick phát triển phương pháp xét nghiệm Schick để phát hiện khả năng miễn dịch bạch hầu từ trước ở một người bị phơi nhiễm. Chỉ những người không bị phơi nhiễm bạch hầu mới cần được tiêm phòng. Một chiến dịch lớn kéo dài năm năm do tiến sĩ Schick thực hiện. Là một phần của chiến dịch, 85 triệu tác phẩm văn chương đã được Công ty Bảo hiểm Nhân thọ Metropolitan phân phối với lời kêu gọi các bậc cha mẹ hãy "Cứu con bạn khỏi bạch hầu." Một vắc xin đã được phát triển trong thập niên kế tiếp, và số tử vong bắt đầu giảm đáng kể vào năm 1924.
Năm 1919, ở Dallas, Texas, 10 trẻ đã mất mạng và 60 trẻ khác bị bệnh nghiêm trọng do kháng độc tố bị nhiễm độc mà vẫn vượt qua được kiểm định của Sở Y tế bang New York. Công ty Mulford ở Philadelphia (nhà sản xuất) đã bồi thường thiệt hại cho các nạn nhân.
Vào thập niên 1920, mỗi năm có khoảng 100,000 đến 200,000 ca bạch hầu và 13,000 đến 15,000 trường hợp tử vong ở Hoa Kỳ. Các ca nhiễm và tử vong chủ yếu là ở trẻ em. Một trong những trận dịch bạch hầu khét tiếng ở Nome, Alaska; " Cuộc đua Nhân từ Vĩ đại" để vận chuyển thuốc chống độc bạch hầu được thực hiện bởi Iditarod Trail Sled Dog Race (do chó kéo).